# 타지키스탄 총리

타지키스탄의 국장

타지키스탄 공화국의 총리(타지크어: Сарвазири Ҷумҳурии Тоҷикистон, 러시아어: Премьер-министр 
Республики Таджикистан)는 타지키스탄의 정부수반이다. 총리는 내각의 업무를 조정하고 대통령에게 정부의 기능을 수행하는 데 조언과 도움을 준다. 현 총리는 코히르 라술조다이다.

## 같이 보기
- 타지키스탄의 대통령